# Valgaften
Valgaften er en dansk kortfilm fra 1998, skrevet og instrueret af Anders Thomas Jensen. Filmen vandt i 1999 en Oscar som bedste kortfilm.

## Medvirkende
- Ulrich Thomsen
- Jens Jørn Spottag
- John Martinus
- Ole Thestrup
- Farshad Kholghi
- Hella Joof
- Nicolas Bro

Filmen handler om racisme.